# 1898 en science-fiction
| Années de la science-fiction : 1895 - 1896 - 1897 - 1898 - 1899 - 1900 - 1901    |
| Décennies de la science-fiction : 1860 - 1870 - 1880 - 1890 - 1900 - 1910 - 1920 |

L'année 1898 est marquée, en matière de science-fiction, par les événements suivants.

## Naissances et décès

### Naissances
- 28 août : Ludwig Turek, écrivain allemand, mort en 1975.
- 29 novembre : C. S. Lewis, écrivain britannique, mort en 1963.

## Parutions littéraires

### Romans
- Corsaire Triplex par Paul d'Ivoi.
- La Guerre des mondes par H. G. Wells.
- Quand le dormeur s'éveillera par H. G. Wells.

## Sorties audiovisuelles

### Films
- La Lune à un mètre par Georges Méliès.
- Les Rayons X par Georges Méliès.